# Wohn- und Wirtschaftsgebäude Am Brink 1

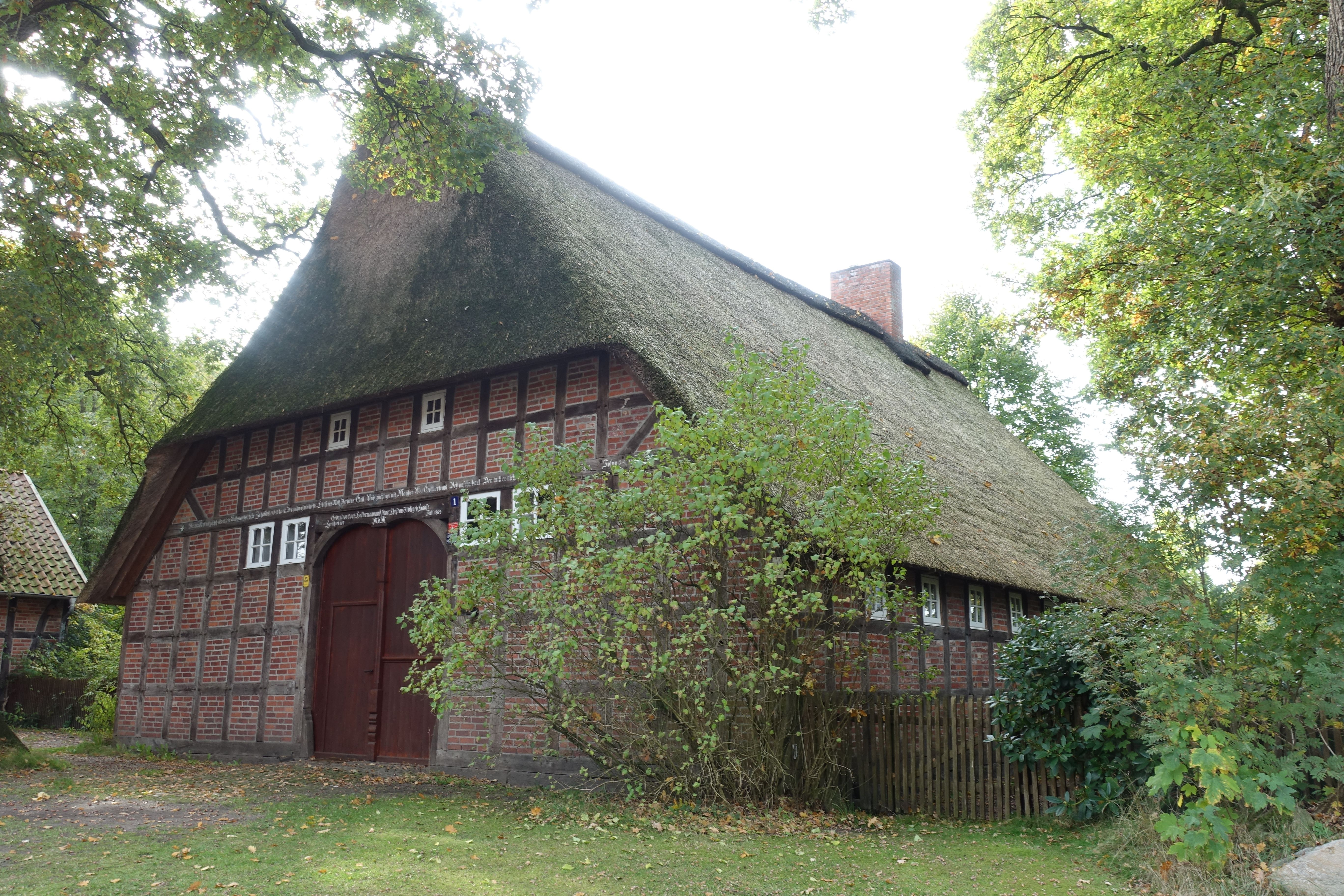
Ost- und Nordfassade (2022)

Das Wohn- und Wirtschaftsgebäude Am Brink 1 in der niedersächsischen Gemeinde Hepstedt wurde in der ersten Hälfte des 19. Jahrhunderts gebaut. Aktuell (2025) wird es zum Wohnen genutzt. Das Gebäude steht unter Denkmalschutz.

## Geschichte und Beschreibung
Hepstedt wurde 1004 erstmals erwähnt und gehört zur heutigen Samtgemeinde Tarmstedt im Landkreis Rotenburg (Wümme).
Das eingeschossige giebelständige Gebäude als Zweiständer-Hallenhaus in Fachwerk mit Steinausfachungen, reetgedecktem Krüppelwalmdach, Uhlenloch und Grooter Door mit Korbbogen, wurde 1869 für Cord Holtermann und Frau (Inschrift) gebaut. Das Innengerüst ist vollständig erhalten.
Das Landesdenkmalamt befand u. a.: „… ein regionstypisches Hallenhaus der zweiten Hälfte des 19. Jahrhunderts in Zweiständerkonstruktion ….“
Ein giebelständiges Nebengebäude in Fachwerk mit ziegelgedecktem Satteldach steht nicht unter Denkmalschutz.